# Florentin Streckfuß

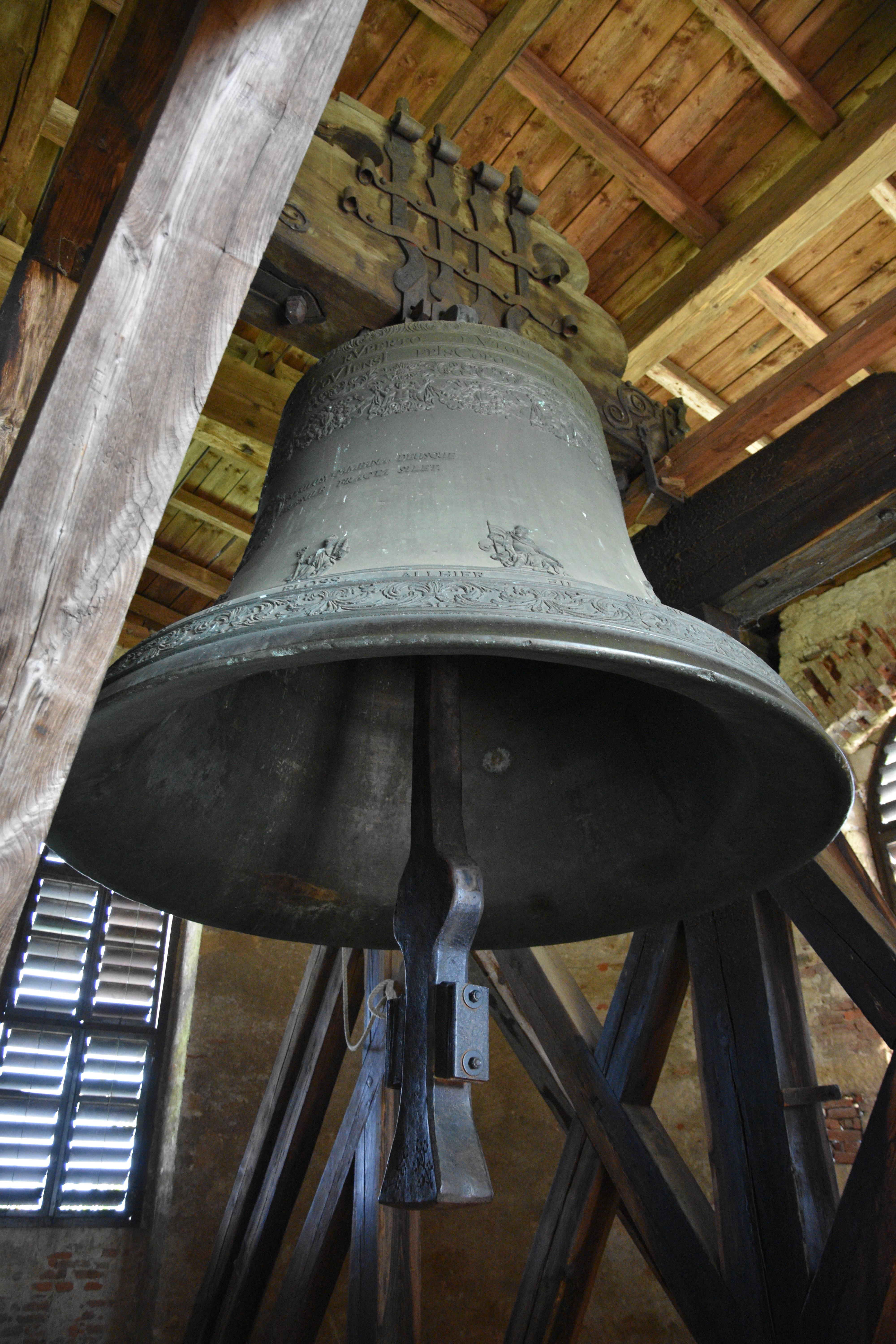
Die Seggauer Liesl

Florentin Streckfuß († 28. Oktober 1715 in Graz) war ein österreichischer Glockengießer.

## Leben
Streckfuß war als Gehilfe des Grazer Glockengießers Medardus Reig tätig, bevor er 1702 das kaiserliche Gusshaus vor dem Sacktor in Graz übernahm. Für zahlreiche Kirchen in der Steiermark fertigte er Septimglocken, auch die mit 5.390 kg größte historische Glocke der Steiermark, die Segggauer Liesl auf Schloss Seggau, stammt aus seiner Werkstatt. Daneben war Streckfuß auch als Geschützgießer tätig. Nach seinem Tod führte seine Witwe den Betrieb weiter und vermählte sich dann mit dem kaiserlichen Glockengießer Franz Anton Pigneth.

## Werke (Auswahl)
- 1688: Schloss Seggau
- 1689: Mariahilferkirche (Graz)
- 1690: Filialkirche hl. Laurentius in St. Lorenzen ob Murau
- 1693: Schloss Weissenegg
- 1693: Pfarrkirche Birkfeld
- 1693: Schloss Bertholdstein
- 1693: Schloss Hartberg[3]
- 1696: Kalvarienberg (Deutschfeistritz)
- 1696: Pfarrkirche Sankt Bartholomä (übernommen aus Alte Kirche (Sankt Bartholomä))
- 1696: Pfarrkirche Sankt Pankrazen
- 1700: Filialkirche hl. Jakob (Mellach)
- 1700: Pfarrkirche Pürgg
- 1702: Pfarrkirche Kapfenberg-St. Oswald[4]
- 1703: Schloss Hainfeld
- 1704: Pfarrkirche Gams bei Hieflau
- 1706: Franziskanerkirche (heute im Grazer Dom)
- 1707: Pfarrkirche St. Katharein an der Laming
- 1707: Filialkirche St. Johann im Felde in Knittelfeld
- 1710: Mausoleum Kaiser Ferdinands II. (Graz) (heute im Grazer Dom)
- 1710: Filialkirche Kleinsöding
- 1710: Pfarrkirche Sankt Erhard in der Breitenau
- 1711: Stadtturm in Judenburg[5]
- 1711: Kapuzinerkirche in Bruck an der Mur (heute: Stadtpfarrkirche Schladming)
- 1712: Pfarrkirche St. Nikolai im Sölktal
- 1712: Stadtpfarrkirche Leibnitz
- 1713: Pfarrkirche Anger (Steiermark)
- 1713: Basilika von Mariazell (1888 umgegossen)[6]